# Manoi
Manoi hay Phom Ma Noi (* Tk.18 - † 1821) vương hiệu đầy đủ là Somdetch Brhat Chao Bhumi Maha Nawi, là vua của Vương quốc Champasak, trị vì từ năm 1813 đến năm 1820 .
Ông là con của Anga Sadet Chao Fa Jaya Surinha, Hoàng tử thứ tư của vua Nokasad (hay Soi Sisamut). Năm 1813 ông được Siam bổ nhiệm là Chao Muang Nakhon Champassak, sau khi người anh em họ chết. Do không thể đối phó với được cuộc nổi loạn nghiêm trọng của người Kha từ các quận phía Nam, năm 1820 ông trốn sang Bangkok, ở đó đến khi chết năm 1821. Ông có sáu người con trai, không ai làm vua.